# Linda og Valentin
Linda og Valentin (originaltitel: Valérian et Laureline) er en fransk science fiction-tegneserie skrevet af Pierre Christin og tegnet af Jean-Claude Mézières. Linda og Valentin er rum-tidsagenter fra Galaxity, en panterrestisk organisation i år 2720.
Serien hed på fransk oprindeligt "Valérian, agent spatio-temporel", men skiftede i 2007 navn til Valérian et Laureline efter seriens to hovedpersoner. Christin og Mézières var meget skuffede over de danske navne og klagede til den danske udgiver over, at de ikke var blevet taget med på råd. De mente ikke, navnet "Valentin" passede til Valérian, og de havde selv fundet på navnet Laureline, som dog sidenhen med inspiration fra serien er blevet et rigtigt navn.
Carlsen udgav serien frem til 2007 og nr. 20. Da Carlsen blev opkøbt af Egmont, gik rettighederne til serien til det nyetablerede forlag Cobolt. Cobolt startede 2010 en genudgave af serien i indbundne bøger, Linda og Valentins samlede eventyr.
Med albummet Tordenkilen fra Hypsis (1985) havde forfatterne afrundet serien og var klar til at skilles. Serien er dog fortsat, men mange betragter de efterfølgende album som mindre betydningsfulde.    Serien afsluttes med albummet Tidsåbneren (2010) med "Slut for alvor" på den sidste side.

## Schniarfer
En schniarfer er en fiktiv race af rumvæsener, som optræder første gang i album nr. 14 De levende våben (1990), (Les armes vivantes).
Schniarfere kommer fra planeten Bromn, der befolkes af rovdyr. Små væsener som schniarfere er derfor nødt til at være aggressive og schniarfe alt og alle. De er dog svage sjæle, så de nemt kan manipuleres af andre.
I "Ultralummets gidsler" (1996) kapres en schniarfer af "Dødens Kvartet" til at slippe fra storkaliffen af Iksaladam, hvis søn de lige har bortført. Endvidere er der en schniarfer i trilogien "På randen af Det store Intet" (2004), "Stenenes orden" (2007) og "Tidsåbneren" (2010)

## Kulturel indflydelse
Tusindårsfalken i George Lucas' første Star Wars-trilogi (1977-1983) synes inspireret af Linda og Valentins Astroship XB982. Navlen i Skyggernes Ambassadør (1975) genses i The Phantom Menace (1999) som Det Galaktiske Senat, og Jar Jar Binks kaster med implosionsbomber á la flogumbomberne fra Landet uden stjerner (1971).
Filmen Alien (1979), hvor et rummonster vokser ud af et stakkels menneskes brystkasse, leder tanken hen på historien Venskabets fflumgluff (fr. 1972) fra Ad rummets veje.
Jean-Claude Mézières arbejdede som designer på Luc Bessons franske science fiction-film Det femte element (1997).
Linda og Valentin spiller en væsentlig rolle i Dogme-filmen Mifunes sidste sang (1999).

## Album
På dansk udkom de første to album 1972-1974 i Superserien Senior fra Lademann. Da Carlsen udgav det 3. album i serien 1975, kaldte de dette nr. 1. De første to album blev senere udgivet af Carlsen som nr. 7 og 5, så der er kludder i nummereringen af de første 7 album i serien.
Den originale franske rækkefølge, den danske er anderledes:
0. Onde Drømme (1967) forhistorien i Fortællinger fra Rummet – Mézières et Christin avec...  (1983)
1. Storbyen der druknede – La cité des eaux mouvantes (1968)
2. De Tusinde Planeters Imperium – L'Empire des mille planètes (1970)
3. Landet uden stjerner – Le pays sans étoiles (1971)
4. Velkommen til Alflolol – Bienvenue sur Alflolol (1972)
- Ad Rummets Veje – Par les chemins de l'espace  (1972) fem 16-siders historier. Genudgivet i 1997 m. to ekstra 16-siders historier.

5. Herskerens Fugle – Les oiseaux du maître (1973)
6. Skyggernes Ambassadør – L'ambassadeur des ombres (1975)
7. I den Falske Verden – Sur les terres truquées (1977)
8. Jævndøgnets Helte – Les héros de l'équinoxe (1978)
9. Metro Chatelet, retning Cassiopeia – Métro Chatelet, direction Cassiopée (1980) 1. halvdel.
10. Brooklyn Station, Endestation Kosmos – Brooklyn station terminus cosmos (1981) 2. halvdel.
11. Spøgelset fra Inverloch – Les spectres d'Inverloch (1984) 1. halvdel.
12. Tordenkilen fra Hypsis – Les foudres d'Hypsis (1985) 2. halvdel.
13. Over Ukendte Grænser – Sur les frontières (1988)
14. De Levende Våben – Les armes vivantes (1990)
- Folk og fæ i himmelrummet – Les habitants du ciel (1993) Et Leksikon over L&V-universet.

15. Magtens Cirkler – Les cercles du pouvoir (1994)
16. Ultralummets Gidsler – Otages de l'Utralum (1996)
17. Hittebarnet fra Stjernerne – L'orphelin des astres (1998)
18. Gennem Usikre Tider – Par des temps incertains (2001)
19. På Randen af det Store Intet – Au bord du grand rien (2004) 1. tredjedel.
20. Stenenes Orden – L'ordre des pierres (2007) 2. tredjedel.
21. Tidsåbneren – L'OuvreTemps (2010) 3. tredjedel.
- Erindringer fra fremtiden – Souvenirs de Futurs (2013) Nyfortolkninger af de første ni album.

## Tegnefilm
Den 7. november 2007 startede den animerede tv-serie Valérian et Laureline på det franske Canal+. Serien er co-produceret af det japanske animationsfirma Satelight og domineres i design og animation af stiltræk fra japansk tegnefilmtradition. Der blev kun lavet 20 episoder.
1. Contretemps ≈ Utide
2. Dans le Temps ≈ Til tiden
3. Nuit des temps ≈ Tidens nat
4. Les temps nouveaux ≈ Nye tider
5. Passe-temps ≈ Tidsfordriv
6. Sale temps ≈ Møgvejr
7. Avec le temps ≈ Med tiden
8. Un temps pour tout ≈ Tid til alt
9. Entre temps ≈ I mellemtiden
10. Perte de temps ≈ Tidsspilde
11. La plupart du temps ≈ Som oftest
12. Une valse à mille temps ≈ L&V i det Vilde Vesten
13. La fin des temps ≈ Tidens slutning
14. Temps retrouvé ≈ Genvunden tid
15. Le bon temps ≈ Den gode tid
16. Mi-temps ≈ Deltid
17. En temps et en heure ≈ Lige til tiden
18. Pas de printemps ≈ Intet forår
19. Temps compté ≈ Tidsregnskab
20. Par les temps qui courent ≈ Tiden flyver

## Spillefilm
I 2015 blev det offentliggjort at Luc Besson skal instruere en spillefilm baseret på tegneserien; De Tusinde Planeters Imperium. Cara Delevingne skal spille Linda og Dane DeHaan skal spille Valentin.

## Oversigt
De første to album i serien kom først ud på dansk 1972-1974 i albumserien Superserien Senior fra Lademann, og det var Lademanns oversætter, der gav serien og hovedpersonerne danske navne.
Carlsen overtog serien i 1975 og udgav album 1-20 i mellem et og fire oplag i generelt de samme udgaver.
Carlsen startede med det 3. album, som de gav nr. 1. Album nr. 1-7 fik derved lidt tilfældige numre hos Carlsen. Derfor er den gamle danske nummerering angivet i parentes efter titlen.
I 2008 blev serien overtaget af forlaget Cobolt, der har udgivet de sidste album og en komplet bogserie, Linda og Valentins samlede eventyr, der præsenterer album 0-21 i kronologist rækkefølge. Ad rummets veje med de syv korte historier er også genudgivet i samme design som Samlede eventyr.
| Linda og Valentin – oversigt                 |                                                 |                           |                                              |                        |                                                                          |                                                                  |
| Fransk originaludgave                        | Fransk originaludgave                           | Fransk originaludgave     | Fransk originaludgave                        | Antal sider            | Dansk udgave                                                             | Dansk udgave                                                     |
| Nr.                                          | Serieblad                                       | Album                     | Titel                                        | Antal sider            | Titel (og nr.)                                                           | Bog                                                              |
| 0                                            | 1967-11-09 – 1968-02-15                         | 1983                      | Valérian contre les mauvais rêves            | 30                     | Onde drømme                                                              | Samlede eventyr 1                                                |
| 1                                            | 1968-07-25 – 1968-10-24 1969-04-10 – 1969-07-10 | 1970                      | La Cité des eaux mouvantes Terres en flammes | 56                     | Storbyen der druknede (SSS3, 7)                                          | Samlede eventyr 1                                                |
| 2                                            | 1969-10-23 – 1970-03-19                         | 1971                      | L'empire des mille planètes                  | 44                     | De tusind planeters rige (SSS14) De tusinde planeters imperium (5)       | Samlede eventyr 1                                                |
|                                              | 1969-04-03                                      | 1997                      | Le grand collectionneur                      | 16                     | Den store samler                                                         | Ad rummets veje                                                  |
| 1969-06-12                                   | 1979                                            | Les engrenages d'Uxgloa   | 16                                           | Universets port        |                                                                          | Ad rummets veje                                                  |
| 1969-10-23                                   | 1979                                            | Tsirillitis l'astéroïde   | 16                                           | Asteroiden Tsirillitis |                                                                          | Ad rummets veje                                                  |
| 1969-12-25                                   | 1979                                            | La planète triste         | 16                                           | Den triste planet      |                                                                          | Ad rummets veje                                                  |
| 1970-03-19                                   | 1997                                            | Drôles de specimen        | 16                                           | De særeste prøver      |                                                                          | Ad rummets veje                                                  |
| 1970-06-25                                   | 1979                                            | Le Fflumgluff de l'amitié | 16                                           | Venskabets fflumgluff  |                                                                          | Ad rummets veje                                                  |
| 1970-10-29                                   | 1979                                            | Triomphe de la technique  | 16                                           | Teknikkens triumf      |                                                                          | Ad rummets veje                                                  |
| 3                                            | 1970-10-08 – 1971-03-11                         | 1972                      | Le pays sans étoile                          | 46                     | Landet uden stjerner (1)                                                 | Samlede eventyr 2                                                |
| 4                                            | 1971-12-16 – 1972-05-11                         | 1972                      | Bienvenue sur Alflolol                       | 46                     | Velkommen til Alflolol (2)                                               | Samlede eventyr 2                                                |
| 5                                            | 1973-06-14 – 1973-09-06                         | 1973                      | Les oiseaux du maître                        | 46                     | Herskerens fugle (3)                                                     | Samlede eventyr 2                                                |
| 6                                            | 1975-07-01 – 1975-10-01                         | 1975                      | L'Ambassadeur des Ombres                     | 46                     | Skyggernes ambassadør (4)                                                | Samlede eventyr 3                                                |
| 7                                            | 1976-11-30 – 1977-03-01                         | 1977                      | Sur les Terres truquées                      | 46                     | I den falske verden (6)                                                  | Samlede eventyr 3                                                |
| 8                                            | 1978-03-21 – 1978-06-27                         | 1978                      | Les Héros de l'Equinoxe                      | 46                     | Jævndøgnets helte (8)                                                    | Samlede eventyr 3                                                |
| 9                                            | 1980-03-01 – 1980-06-01                         | 1980                      | Métro Châtelet, direction Cassiopée          | 46                     | Metro Chatelet, retning Cassiopeia (9)                                   | Samlede eventyr 4                                                |
| 10                                           | 1981-03-01 – 1981-06-01                         | 1981                      | Brooklyn Station, Terminus Cosmos            | 46                     | Brooklyn Station, endestation Kosmos (10)                                | Samlede eventyr 4                                                |
| 11                                           | 1983-07-01 – 1984-02-01                         | 1984                      | Les spectres d'Inverloch                     | 46                     | Spøgelset fra Inverloch (11)                                             | Samlede eventyr 4                                                |
| 12                                           | 1985-01-01 – 1985-09-01                         | 1985                      | Les foudres d'Hypsis                         | 46                     | Tordenkilen fra Hypsis (12)                                              | Samlede eventyr 4                                                |
| 13                                           |                                                 | 1988                      | Sur les frontières                           | 62                     | Over ukendte grænser (13)                                                | Samlede eventyr 5                                                |
| 14                                           |                                                 | 1990                      | Les armes vivantes                           | 54                     | De levende våben (14)                                                    | Samlede eventyr 5                                                |
| 15                                           |                                                 | 1994                      | Les cercles du pouvoir                       | 62                     | Magtens cirkler (15)                                                     | Samlede eventyr 5                                                |
| 16                                           |                                                 | 1996                      | Otages de l'Ultralum                         | 59                     | Ultralummets gidsler (16)                                                | Samlede eventyr 6                                                |
| 17                                           |                                                 | 1998                      | L'orphelin des astres                        | 50                     | Hittebarnet fra stjernerne (17)                                          | Samlede eventyr 6                                                |
| 18                                           |                                                 | 2001                      | Par des temps incertains                     | 55                     | Gennem usikre tider (18)                                                 | Samlede eventyr 6                                                |
| 19                                           |                                                 | 2004                      | Au bord du Grand Rien                        | 46                     | På randen af Det store Intet (19)                                        | Samlede eventyr 7                                                |
| 20                                           |                                                 | 2007                      | L'Ordre des Pierres                          | 46                     | Stenenes orden (20)                                                      | Samlede eventyr 7                                                |
| 21                                           |                                                 | 2010                      | L'OuvreTemps                                 | 54                     | Tidsåbneren (21)                                                         | Samlede eventyr 7                                                |
|                                              |                                                 | 1991                      | Les Habitants du Ciel                        |                        | Folk og fæ i himmelrummet Linda og Valentins galaktiske leksikon         | Folk og fæ i himmelrummet Linda og Valentins galaktiske leksikon |
|                                              |                                                 | 2013                      | Souvenirs de Futurs                          | 54                     | Erindringer fra fremtiden                                                |                                                                  |
|                                              |                                                 | 2019                      | L'Avenir est avancé volume 2                 | 51                     | Retur til fremtiden                                                      |                                                                  |
|                                              |                                                 | 2009                      | Lininil a disparu                            |                        | Lininil er forsvundet                                                    |                                                                  |
|                                              |                                                 | 2011                      | L'armure du Jakolass                         | 52                     | Jakolassens rustning                                                     |                                                                  |
|                                              |                                                 | 2017                      | Shingouzlooz Inc.                            | 54                     | Shingouzlooz Inc.                                                        |                                                                  |
|                                              |                                                 | 2017                      | Pilote spécial Valérian                      |                        | Ekstraordinære rejser i tid og rum Et hyldestalbum med Linda og Valentin |                                                                  |
|                                              |                                                 | 2017                      | Le guide des mille planètes                  |                        | (De tusinde planeters guide) (ikke udgivet på dansk)                     |                                                                  |
|                                              |                                                 | 2022                      | Là où naissent les histoires                 | 54                     | Der hvor historier bliver født                                           |                                                                  |
| Noter 1. 2. 3. 4. 5. 6. 7. 8. 9. 10. 11. 12. |                                                 |                           |                                              |                        |                                                                          |                                                                  |